# نوبورو اوفوجی
نوبورو اوفوجی (انگلیسی: Noburō Ōfuji; ۱ ژوئن ۱۹۰۰ – ۲۸ ژوئیهٔ ۱۹۶۱) کارگردان فیلم، و پویانما اهل ژاپن بود.